# Palpita cirrhopis
Palpita cirrhopis is een vlinder uit de familie van de grasmotten (Crambidae), uit de onderfamilie van de Spilomelinae. De wetenschappelijke naam van deze soort is voor het eerst voorgesteld als Oeobia cirrhopis door Edward Meyrick in een publicatie uit 1937.
De soort komt voor in Congo-Kinshasa.